# Ross River (Yukon)
Pour les articles homonymes, voir Rivière Ross et Ross.
Ross River est une localité du Yukon au Canada, située au confluent de la rivière Ross et de la rivière Pelly, le long de Canol Road, près de la Robert Campbell Highway, à 360 kilomètres (224 mi) de Whitehorse. Elle est desservie par un aéroport qui accueille des vols en provenance de Whitehorse et de Watson Lake. En 2021, la population est de 355 habitants. C'est le siège du Conseil dena de Ross River, une Première Nation d'ethnie kaska dena.

## Histoire

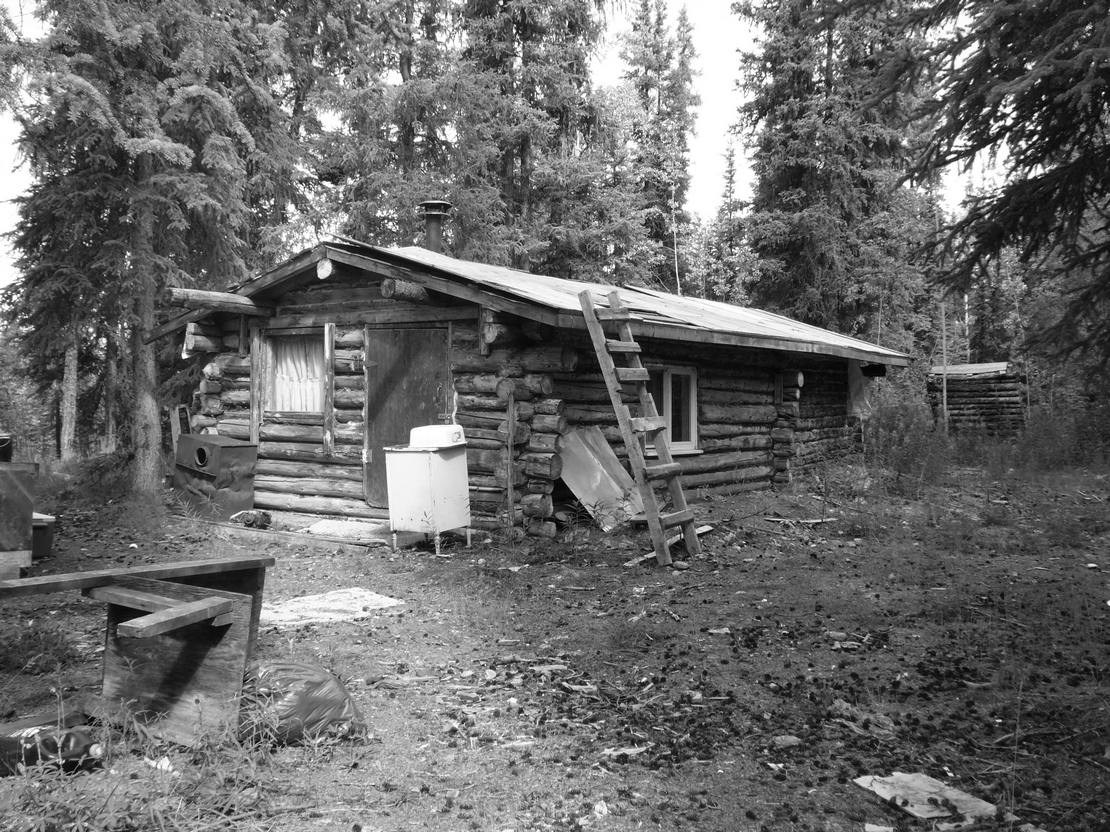
Un chalet de trappeur près de Ross River.

Le confluent de la rivière Ross et de la rivière Pelly a toujours été un important lieu de rencontre pour les premiers habitants de la région, particulièrement à la fin de l'été. En 1901, Tom Smith fonde un comptoir commercial pour le négoce des fourrures sur la rive nord de la rivière Pelly, qu'il appela Smiths Landing. Plusieurs familles indigènes s'y établissent, créant la première communauté. En 1903, un second comptoir est fondé sur l'autre rive, entraînant l'installation de nouvelles familles, en provenance de la région du fleuve Mackenzie, qui venaient aussi y faire du commerce. 

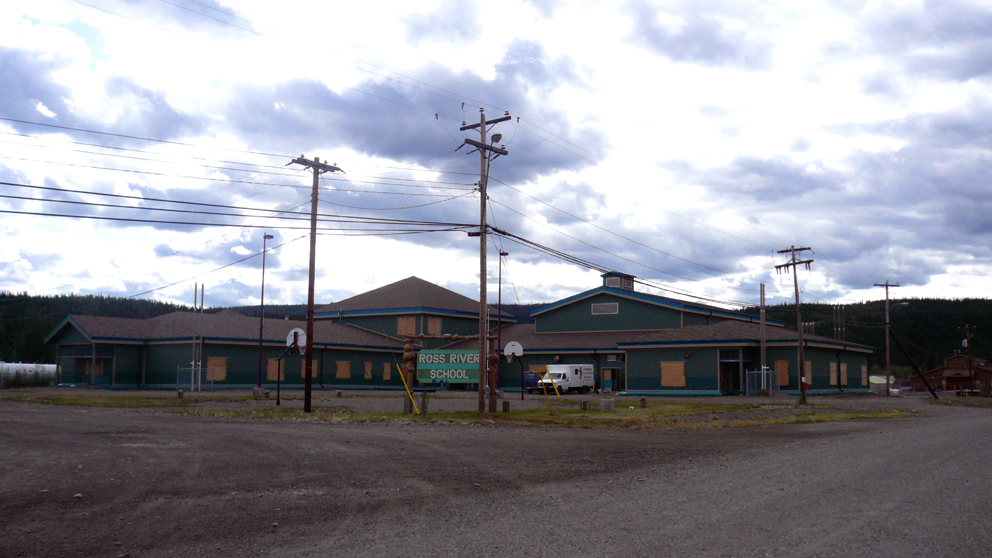
L'école de Ross River.

Peu après la Seconde Guerre mondiale, la construction entre 1942 et 1944 de la Canol Road et du pipeline, entre Norman Welles dans les Territoires du Nord-Ouest et Whitehorse amène un afflux de population, toutefois temporaire, puisque la route qui désenclavait la zone, est finalement fermée en 1946 et n'est rouverte qu'en 1958, moment où le marché de la fourrure est en déclin.
En 1952, la Canol Road permettait le trafic commercial de la communauté vers la rive sud de la rivière Pelly, et le nouveau ferry en facilitait l'accès, le gouvernement fédéral fait alors pression sur les habitants pour se rassembler et quitter l'ancien village. En 1962, l'ancien village est abandonné, et Ross River acquiert sa topographie actuelle.

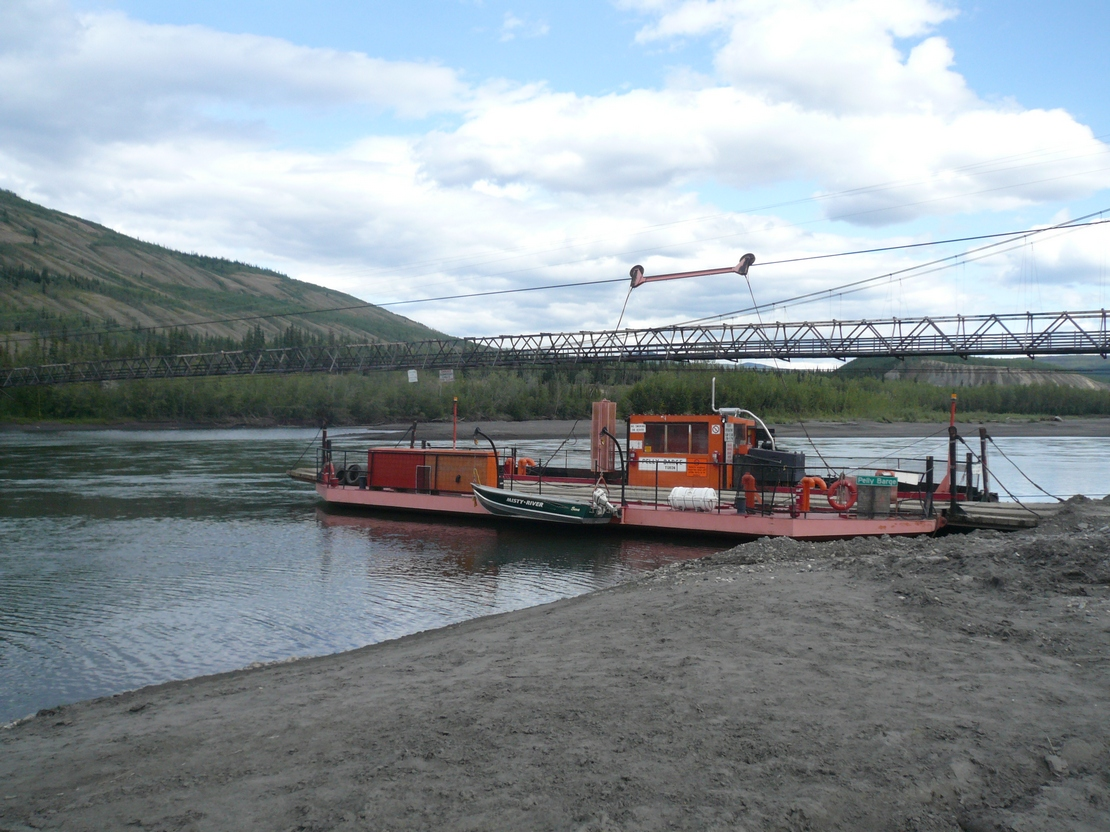
Le ferry sur la rivière Pelly.

L'activité économique de la région s'accroît entre les années 1960 et 1970, avec la découverte et l'expansion des mines de Faro. Un pont suspendu, datant de la Seconde Guerre mondiale relie les deux rives, et peut être utilisé quand le ferry ne fonctionne pas, ou comme lieu de pêche. La région est par ailleurs réputée pour la chasse et la pêche.

## Démographie
| 2001 | 2006 | 2011 | 2016 | 2021 |
| ---- | ---- | ---- | ---- | ---- |
| 337  | 313  | 352  | 293  | 355  |